# جامعة الكتاب
جامعة الكتاب هي كلية أهلية تقع في مدينة ألتون كوبري في محافظة كركوك في العراق.
تمتد مساحة الجامعة على 100 دونم، في عام 2018 حُولِت إلى جامعة بقرار من وزارة التعليم العالي والبحث العلمي.

## الكليات
تضم الجامعة الكليات التالية:
- كلية طب الأسنان[4]
- كلية الصيدلة[5]
- الكلية التقنية الطبية[6]
- كلية التمريض[7]
- كلية الهندسة[8]
- الكلية التقنية الهندسية[9]
- كلية التربية[10]
- كلية القانون والعلاقات الدولية[11]
- كلية العلوم الإدارية والمالية[12]